# 阿爾方斯·吉舍諾
安托萬·阿爾方斯·吉舍諾（法語：Antoine Alphonse Guichenot，1809年7月31日—1876年2月17日）是一名法國動物學家，曾代表巴黎國家自然歷史博物館從事教學、研究和標本採集工作，包括對阿爾及利亞進行廣泛的生物調查。
他的主要研究領域包括魚類和爬行動物。他所描述的魚類學屬種包括髭八角魚屬（Agonomalus）、新平鮋屬（Neosebastes）和舌珍魚屬（Glossanodon）。他也描述了許多新物種，包括睫角守宮。
1856年，他退休後只擔任助理博物學家一職，1876年在法國克呂尼去世，享年66歲。

## 紀念
有幾個魚種以他的名字命名，例如似刺鯿鮈（Paracanthobrama guichenoti） 。
一種蜥蜴的學名Lampropholis guichenoti也是為了紀念他。
圓口銅魚（Coreius guichenoti）也以他的名字命名。

## 所命名的分類
（列表可能不完整）
- 16个阿爾方斯·吉舍諾命名的生物分类

## 外部連結
- Bauer, Aaron M.（法语：Aaron Matthew Bauer）; Jackman, Todd R.; Sadlier, Ross A.（法语：Ross Allen Sadlier）; Whitaker, Anthony H. (2012). "Revision of the giant geckos of New Caledonia (Reptilia: Diplodactylidae: Rhacodactylus)". Zootaxa 3404: 1–52. （页面存档备份，存于） (PDF)